# کودک و لاشخور
کودک و لاشخور عنوان داده شده به عکس معروفی است که در ماه مارس سال ۱۹۹۳ میلادی، توسط عکاس و فتوژورنالیست سرشناس، کوین کارتر ثبت شد و انتشار آن، در ۲۶ ماه مارس همان سال در نشریه معروف نیویورک تایمز، دنیا را تکان داد.
گفته می‌شود که افسردگی و خودکشی عکاس این عکس، کوین کارتر که چند ماه بعد روی داد، تحت تأثیر بازتاب‌ها و واکنش‌های متعددی بود که انتشار این عکس به دنبال داشت.

## توصیف عکس
عکس دختربچهٔ سیاه‌پوست رنجور و نحیفی را نشان می‌دهد که از فرط ضعف و گرسنگی از پای درآمده و گویی در حال جان دادن است و در همین حال یک کرکس (لاشخور) در چند قدمی او فرود آمده و نظاره گر جان کندن اوست و انگار برای مرگ کودک و دریدن و پاره کردن هیکل کوچک و نحیف او، انتظار می‌کشد.

## چگونگی ثبت عکس
در ماه مارس سال ۱۹۹۳ میلادی، و در جریان سفر کوین کارتر (عکاس خبری) به سودان، وی به‌طور اتفاقی امکان عکس برداری از یک لحظهٔ عجیب و تکان دهنده از قحطی مرگبار سودان در آن سال را پیدا نمود. در این لحظهٔ خاصّ، یک کودک خردسال و گرسنه در تلاش برای رسیدن به یک مرکز تغذیه (از مراکز کمکهای غذایی سازمان ملل متحد)، در نزدیکی این مرکز خسته و ناتوان از پای افتاد و درست در همین لحظه یک کرکس (لاشخور)، در نزدیکی او بر زمین نشست. گویی انتظار مرگ کودک را می‌کشید و نظاره گر جان دادن کودک بود تا پس از آن جثهٔ نحیف کودک را بدرد و خوراک خود سازد. در این لحظات کارتر به اقتضای موقعیت حرفه‌ای و عنوان شغلی خود، برای ثبت و گزارش این لحظه تلاش کرد و صحنه را با لنز دوربین خود شکار نمود.
هرچند که او بعدها و پس از انتشار این عکس، به خاطر این که برای کمک به دختربچه تلاشی نکرده و او را با لاشخور به حال خویش رها کرده‌است، تحت انتقادات بسیار شدید قرار گرفت.
در سال 2011 پدر آن بچه گفت که او پسر بوده است و با کمک‌های سازمان ملل جان سالم به در برده است ولی سال‌ها بعد در سال 2007 در اثر تب مرده است.

## انتشار عکس
این عکس به نیویورک تایمز فروخته شد، و برای اولین بار در ۲۶ ماه مارس سال ۱۹۹۳ میلادی در این نشریه انتشار یافت. بلافاصله پس از انتشار عکس، و در همان روز، صدها نفر از مردم با روزنامه تماس گرفتند و همگی جویای سرنوشت دختربچهٔ حاضر در عکس شدند. امّا هیچ‌کس از سرنوشت نهایی دختربچه اطلاعی نداشت، و تنها گزارش ضمیمهٔ عکس حاکی از آن بود که این کودک در تلاش برای رسیدن به مرکز تغذیه بوده و این تنها نکتهٔ معلوم از سرنوشت وی بود.

## روایتی دیگر دربارهٔ عکس
جوآو سیلوا، عکاس خبری اهل پرتغال که در آفریقای جنوبی سکونت داشت و کارتر را در سفر به سودان، همراهی می‌کرد، در مصاحبه‌ای با نویسنده و روزنامه‌نگار ژاپنی آکیو فوجی وارا، روایت متفاوتی از وقایع آن روز نقل می‌کند. این روایت که در کتاب فوجی وارا با عنوان: پسری که کارت پستال شد (絵葉書 に さ れ た 少年- NI Ehagaki sareta shōnen)، منتشر شده‌است، دربارهٔ حوادث منجر به ثبت این عکس، جزئیاتی بیشتر دارد.
بر اساس روایت سیلوا، آن‌ها (کارتر و سیلوا) در راستای عملیات امدادرسانی سازمان ملل متحد در سودان به این کشور سفر کردند و هواپیمای حامل آن‌ها در تاریخ ۱۱ مارس ۱۹۹۳ در جنوب سودان فرود آمد. در این زمان مأموران سازمان ملل به آن‌ها گفتند که می‌توانند برای مدتی حدود ۳۰ دقیقه (که زمان لازم برای توزیع مواد غذایی بود)، در اختیار خود باشند و بعد از این مدت دوباره به محل فرود هواپیما بازگردند. بدین ترتیب هریک از آن‌ها در اطراف همان محل به دنبال سوژه‌هایی گشتند تا بتوانند از آن سوژه‌ها عکس‌هایی بگیرند. در این لحظات که مأموران سازمان ملل شروع به توزیع ذرت در میان اهالی گرسنهٔ آن منطقه کرده بودند و زنان روستایی برای دیدن هواپیما از کلبه‌های چوبی خود بیرون آمده بودند، سیلوا به منظور یافتن جنگجویان چریکی (گوریلاها) از هواپیما دورتر شد، در حالی که کارتر بیش از چند ده پا از هواپیما فاصله نگرفته بود.
باز هم با توجه به روایت سیلوا، کارتر از دیدن وضعیت گرسنگی در آنجا کاملاً شوکه شده بود، چرا که این اولین بار بود که او از نزدیک نظاره گر یک وضعیت قحطی شده بود و از این روی وی در آن لحظات عکسهای متعددی از کودکان مبتلا به قحطی می‌گرفت. سیلوا نیز در این لحظه شروع به گرفتن عکسهایی از کودکانی کرد که بر روی زمین رها شده بودند و در حال گریه کردن بودند (گواین که این عکسها هیچ‌وقت منتشر نشدند). پدر و مادر این بچه‌ها در آن حال به گرفتن غذا از هواپیما مشغول بودند، به‌طوری‌که آن‌ها فرزندان خود را ترک کرده بود و در مجموع هوش و حواس همهٔ آن‌ها معطوف جمع‌آوری مواد غذایی بیشتر بود.
در چنین وضعیتی کارتر سرگرم عکس گرفتن از آن دختربچه که او هم همانند سایر کودکان به امان خدا رها شده بود، گردید. در این لحظه لاشخور ناگهان در پشت سر دختربچه فرود آمد. کارتر با مشاهدهٔ این صحنه و برای این که بتواند هر دوی آن‌ها (هم کودک و هم لاشخور) را در یک نما شکار کند، به آهستگی به صحنه نزدیک شد و در همین حال از ترس این که مبادا باعث ترساندن لاشخور و پرواز کردن او بشود، از فاصله حدود ۱۰ متری عکس گرفتن را آغاز کرد و تا لحظه رسیدن به موقعیت مناسب، چند عکس از لاشخور که در کمین کودک بود، تهیه نمود.

## بازتابها و جوایز عکس
این عکس به عنوان عکس سال شناخته شد و به‌طور مکرر در نشریات و رسانه‌های مختلف انتشار یافت و بازتابهای وسیع و واکنشهای گسترده‌ای را به دنبال داشت. همچنین در سال ۱۹۹۴، این عکس برنده جایزه پولیتزر عکاسی شد و از آن پس به یکی از تلخترین و دردناکترین نمادهای قحطی و گرسنگی در جهان بدل گردید.

## انتقادات از عکاس
یکی از بازتابهای مهم پس از انتشار این عکس، انتقادات بسیار شدیدی بود که متوجه کوین کارتر گردید چرا که از سرنوشت دختربچه اطلاعی در دست نبود و کارتر به عنوان تنها فردی که امکان یاری کودک و پیگیری سرنوشت او را داشت؛ بخاطر این که برای کمک به دختربچه تلاشی نکرده و او را با لاشخور به حال خویش رها کرده‌است، مقصر تلقی می‌گردید.
سنت پترزبورگ تایمز در فلوریدا دربارهٔ کارتر گفت: او مردی است که لنز دوربین خود را به دقّت تنظیم کرد تا یک تصویر واقعی از درد و رنج کودک را ثبت کند، و از این روی او، به خوبی یک شکارچی یا صیّاد لحظه‌ها عمل کرد، امّا حقیقت این است که او کرکس دیگری است که در صحنه حضور دارد! پژوهشگران دیگری این عکس را جلوه ای از پورنوگرافی فقر دانسته اند و گفته اند که کادربندی خاص عکس باعث شده که مخاطب فریب بخورد.